# Australisk dykand
Australisk dykand (Aythya australis) är en fågel i familjen änder inom ordningen andfåglar.

## Utseende
Australisk dykand är en liten and, som vanligtvis inte mäter mer än 45 cm men kan bli uppemot 60 cm, och har överlag en rundare form än många änder. Båda könen har en chokladbrun ovansida, med rödbruna kroppssidor, vit buk och vingundersida. Den adulta hanen har ett mörkare huvud och tydligt vit iris, medan honan har brun iris. Den har en proportionellt stor näbb med mörkgrå näbb med ljust blågrå spets och mörkgrå näbbnagel.

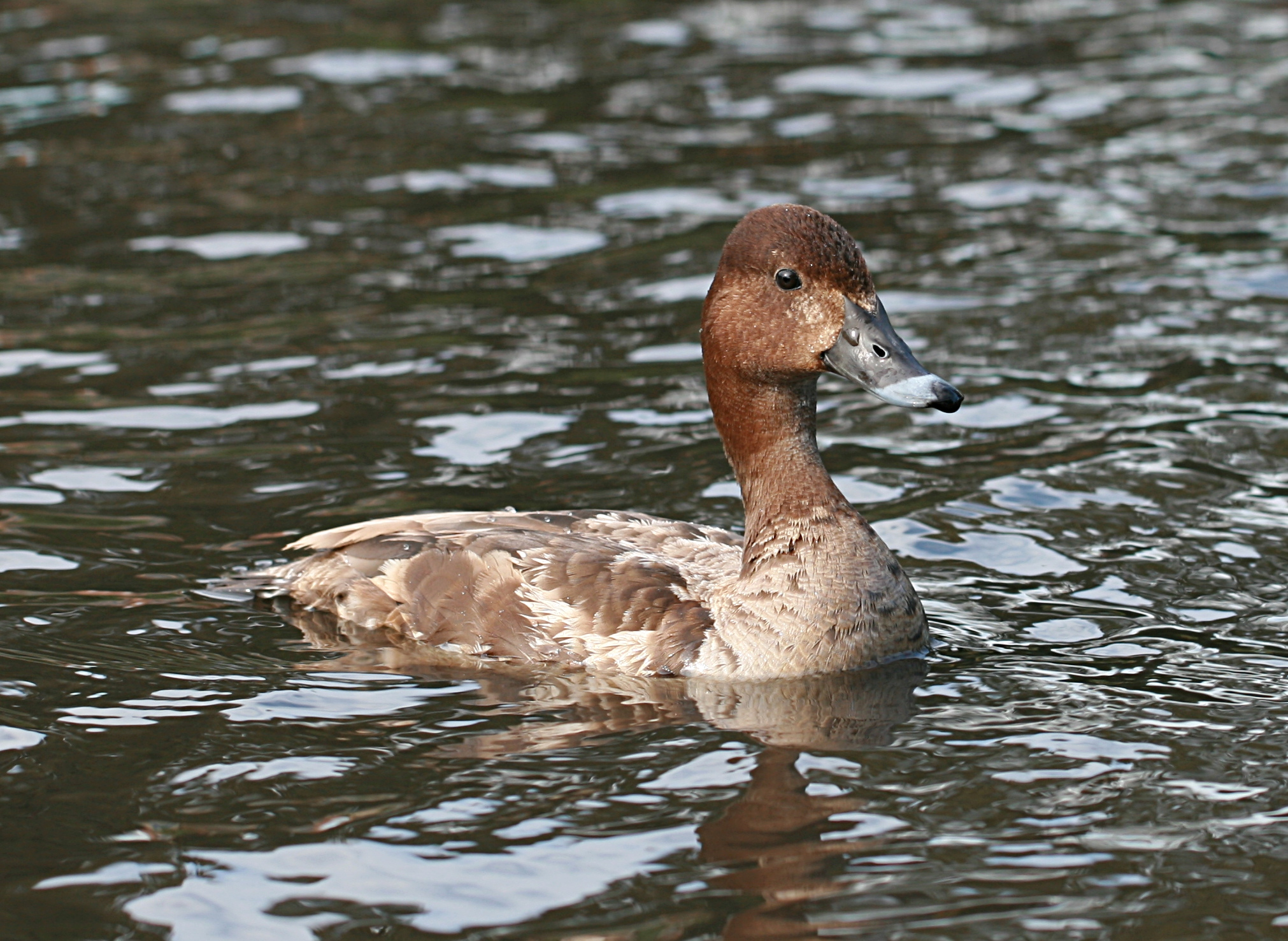
Adult hona
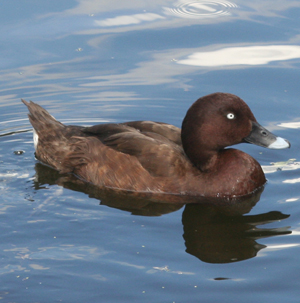
Adult hane
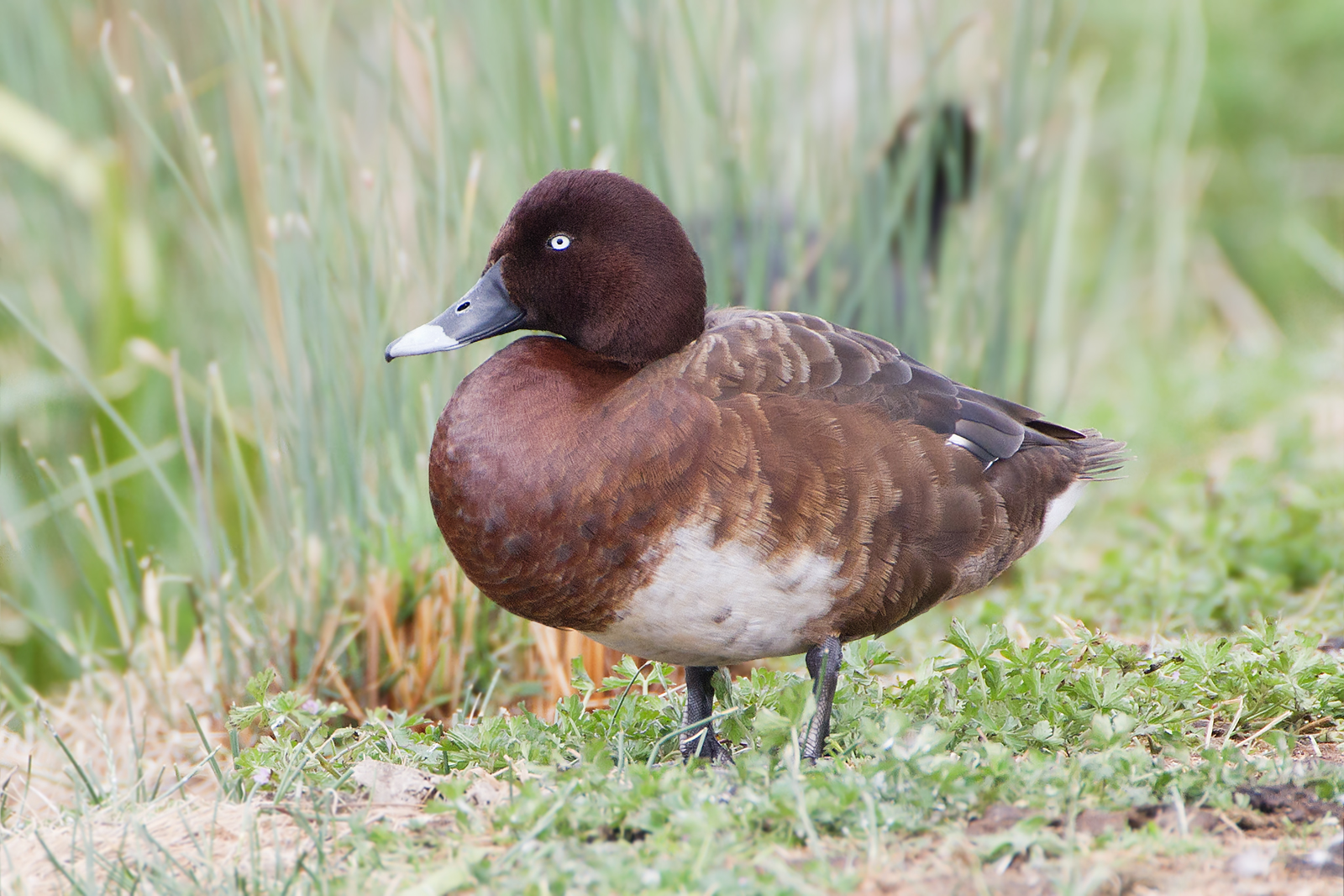
Australisk dykand har vit buk.

## Läten
Australiska dykanden är vanligen tystlåten. Hanar kan dock yttra en mjuk och hes vissling och ett "whirr", medan honans läte är ett högljutt, skallrande "gaark".

## Utbredning och systematik
Fågeln förekommer över hela Australien (förutom i de torraste områdena) på Tasmanien och öar i sydvästra Oceanien. I vanliga fall genomför de bara lokala förflyttningar men under perioder av torka kan de genomföra långa flyttningar till bland annat Nya Guinea, Nya Zeeland, och öar i Stilla havet, där de kan bli kvar under längre perioder och även häcka.
De flesta behandlar arten numera som monotypisk, det vill säga att den inte delas in i underarter, medan andra urskiljer två underarter:
- Aythya australis australis – förekommer i Australien och Nya Zeeland
- Aythya australis extima – förekommer i Vanuatu och Nya Kaledonien

Arten har även påträffats i Indonesien, Papua Nya Guinea, Salomonöarna och Östtimor.

## Ekologi
Australisk dykand är den enda äkta dykanden i Australien, och som andra arter inom gruppen födosöker den på djupare vatten, och kan stanna under ytan i upp till en minut. De lever av en mängd olika små vattenlevande djur och även vattenväxter. De föredrar stora djupa lugna sjöar, dammar, våtmarker och floder men kan även uppträda i mindre bäckar, översvämmade gräsmarker och grunda vattendrag. Generellt undviker de brack- och saltvatten. Utöver häckningsperioden befinner de sig sällan på land.
Fågeln häckar främst under perioder av högvatten, troligen huvudsaklogen mellan augusti och december. Boet är en plattform av vass eller annan omgivande växtlighet, fodrad med dun och placerad på marken eller över vatten i tät vegetation. Honan lägger nio till 13 gräddvita ägg som hon själv ruvar i 25-27 dagar.

## Status och hot
Arten har ett stort utbredningsområde och en stor population med stabil utveckling. Utifrån dessa kriterier kategoriserar internationella naturvårdsunionen IUCN arten som livskraftig (LC). Världspopulationen uppskattas till mellan 100 000 och en miljon individer.